# Eigeltingen

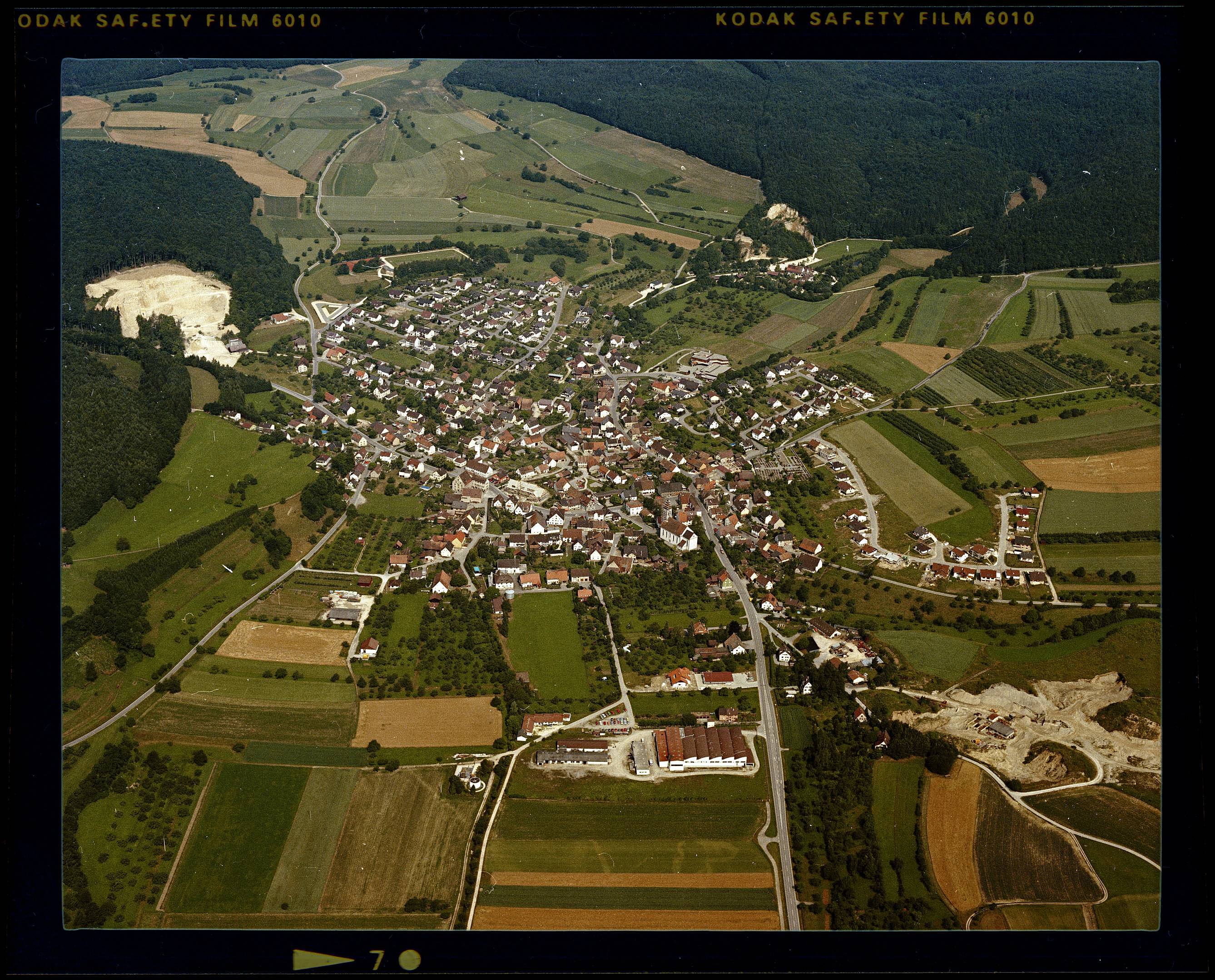
Luftbild von Eigeltingen (1983)

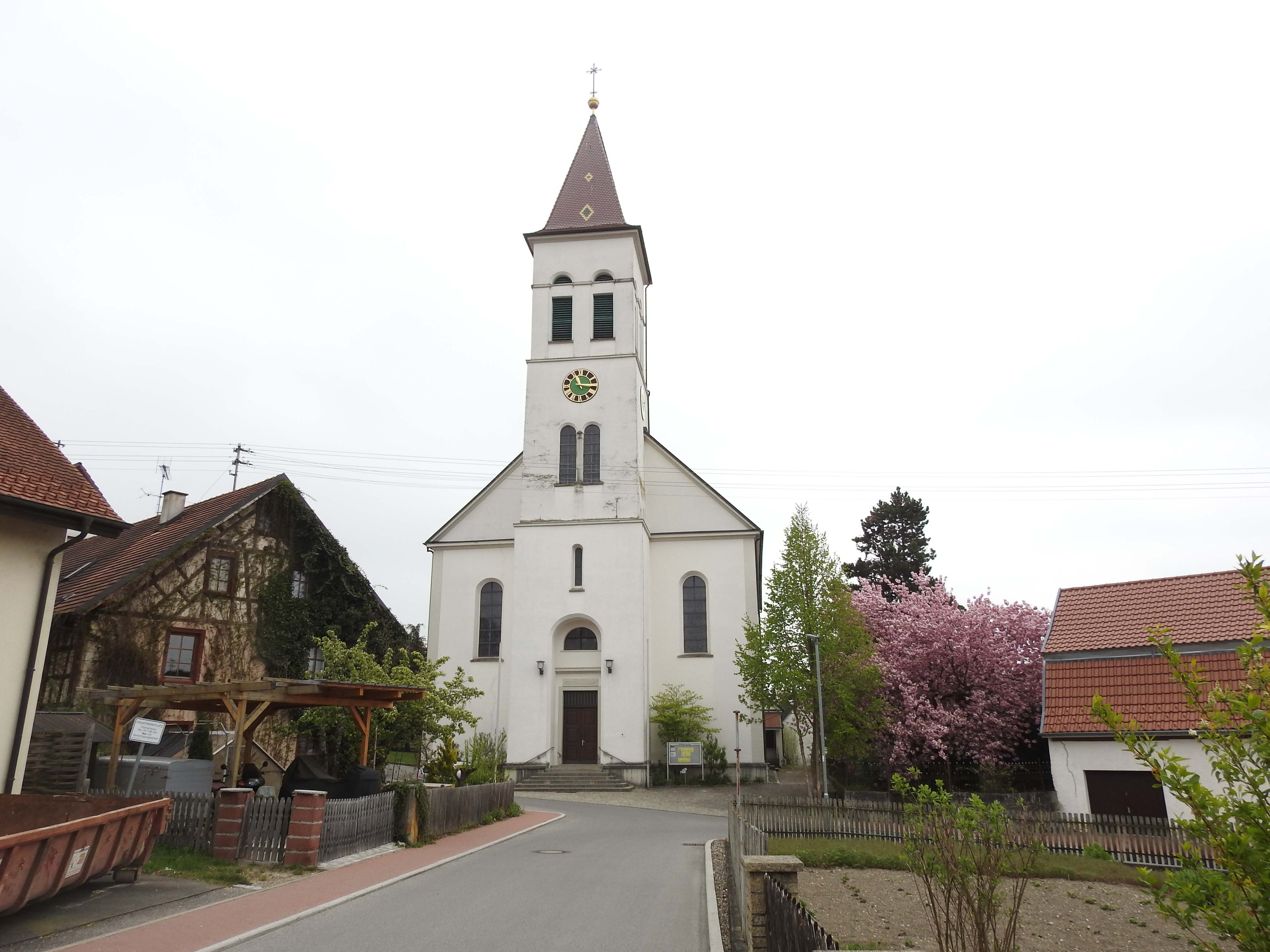
Kirche St. Mauritius in Eigeltingen

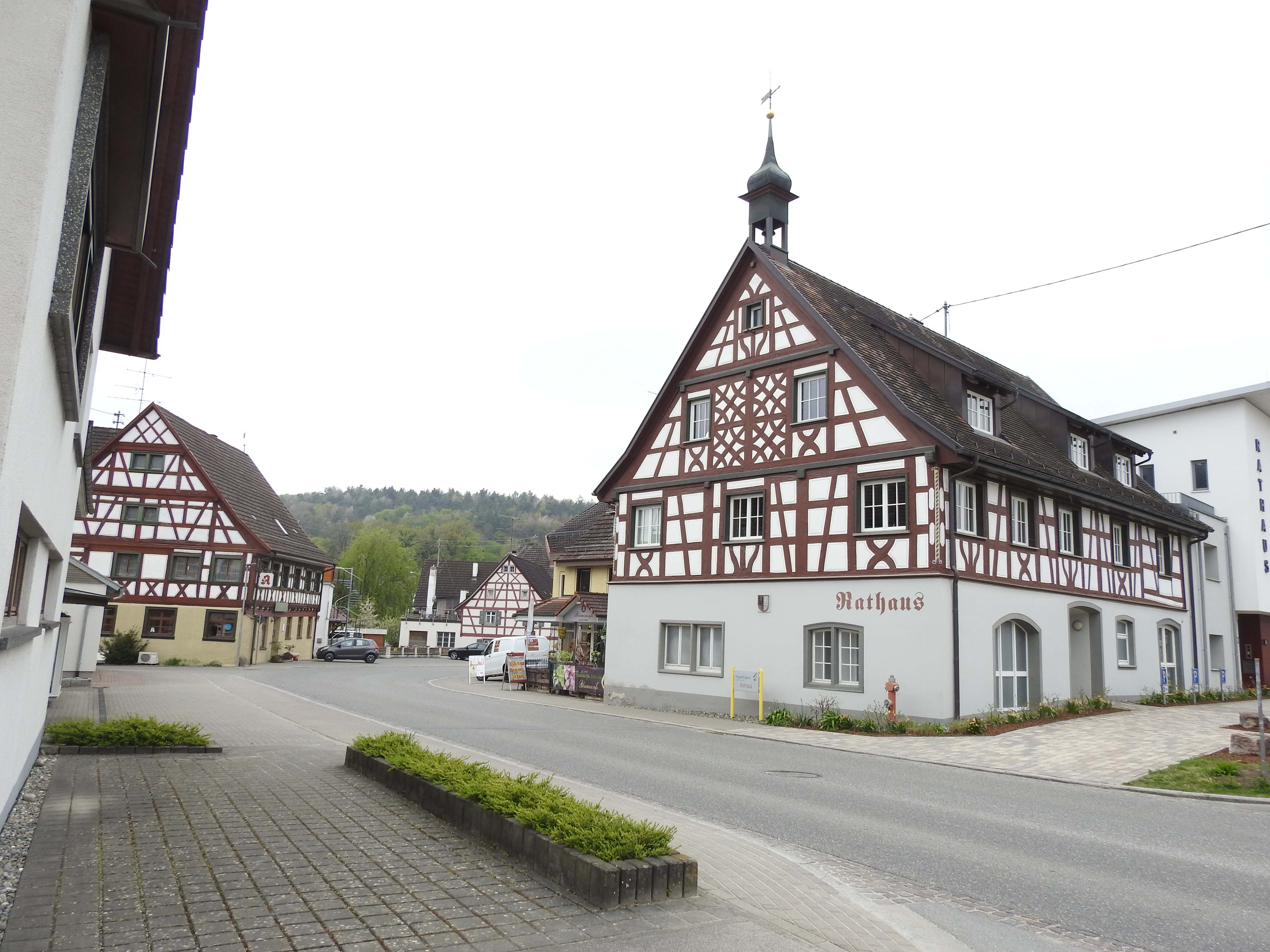
Rathaus in Eigeltingen

Eigeltingen ist eine Gemeinde im baden-württembergischen Landkreis Konstanz in Deutschland.

## Geographie

### Geographische Lage
Eigeltingen liegt im Hegau, etwa 15 Kilometer nordwestlich vom Bodensee.

### Nachbargemeinden
Die Gemeinde grenzt im Norden an Emmingen-Liptingen im Landkreis Tuttlingen, im Osten an Mühlingen und die Stadt Stockach, im Süden an Orsingen-Nenzingen und die Stadt Aach und im Westen an die Stadt Engen.

### Gemeindegliederung
Zur Gemeinde Eigeltingen mit den früher selbstständigen Gemeinden Heudorf im Hegau, Honstetten, Münchhöf, Reute im Hegau und Rorgenwies gehören 37 Dörfer, Weiler, Höfe und Häuser.
Zur Gemeinde Eigeltingen in den Grenzen vom 31. Dezember 1972 gehören das Dorf Eigeltingen und die Höfe Dauenberg, Lochmühle, Mittel Dornsberg, Ober Dornsberg und Unter (Vorder) Dornsberg. Zur ehemaligen Gemeinde Heudorf im Hegau gehören das Dorf Heudorf im Hegau, die Höfe Gereuthof, Im Bohl und Krätlermühlhöfe (vormals Dreihöfe) und die Häuser An den Halden und Ziegelhütte. Zur ehemaligen Gemeinde Honstetten gehören die Dörfer Honstetten und Eckartsbrunn, der Weiler Glashüttenhöfe und die Höfe Hägelehof und Wasserburgerhof auch Bittelbrunner Schlössle genannt und die angrenzende Ruine der Wasserburg. Zur ehemaligen Gemeinde Münchhof gehören die Dörfer Münchhof und Homberg und die Höfe Brielholz, Dürrenbühl, Hirschlanden, Minkenmühle, Schweingruben (Vordere und Hintere), Stählemühle und Unterer Kästle. Zur ehemaligen Gemeinde Rorgenwies gehören das Dorf Rorgenwies, die Weiler Glashütte, Guggenhausen und Öhle, die Höfe Geistermühle, Hochbuchhof und Thälehof und die Häuser Gumpenhof und Kappellösch.
In der Gemeinde Eigeltingen im Gebietsstand vom 31. Dezember 1972 liegt die abgegangene Ortschaft Brandenburg. Im Gebiet der ehemaligen Gemeinde Heudorf im Hegau liegen die in Heudorf im Hegau aufgegangene Ortschaft Higgenhof und die Wüstungen Homburg und Libertshäuser. Im Gebiet der ehemaligen Gemeinde Rorgenwies liegen die abgegangenen Ortschaften Altweiler, Burgholz und Sommerhof.

### Schutzgebiete
In Eigeltingen sind – Stand Februar 2022 – die Naturschutzgebiete „Heudorfer Ried“ und „Langensteiner Durchbruchstal“, das Landschaftsschutzgebiet „Krebsbachtal“, das FFH-Gebiet „Östlicher Hegau und Linzgau“, der Schonwald „Habsnest“ sowie 13 Naturdenkmale ausgewiesen.

## Geschichte

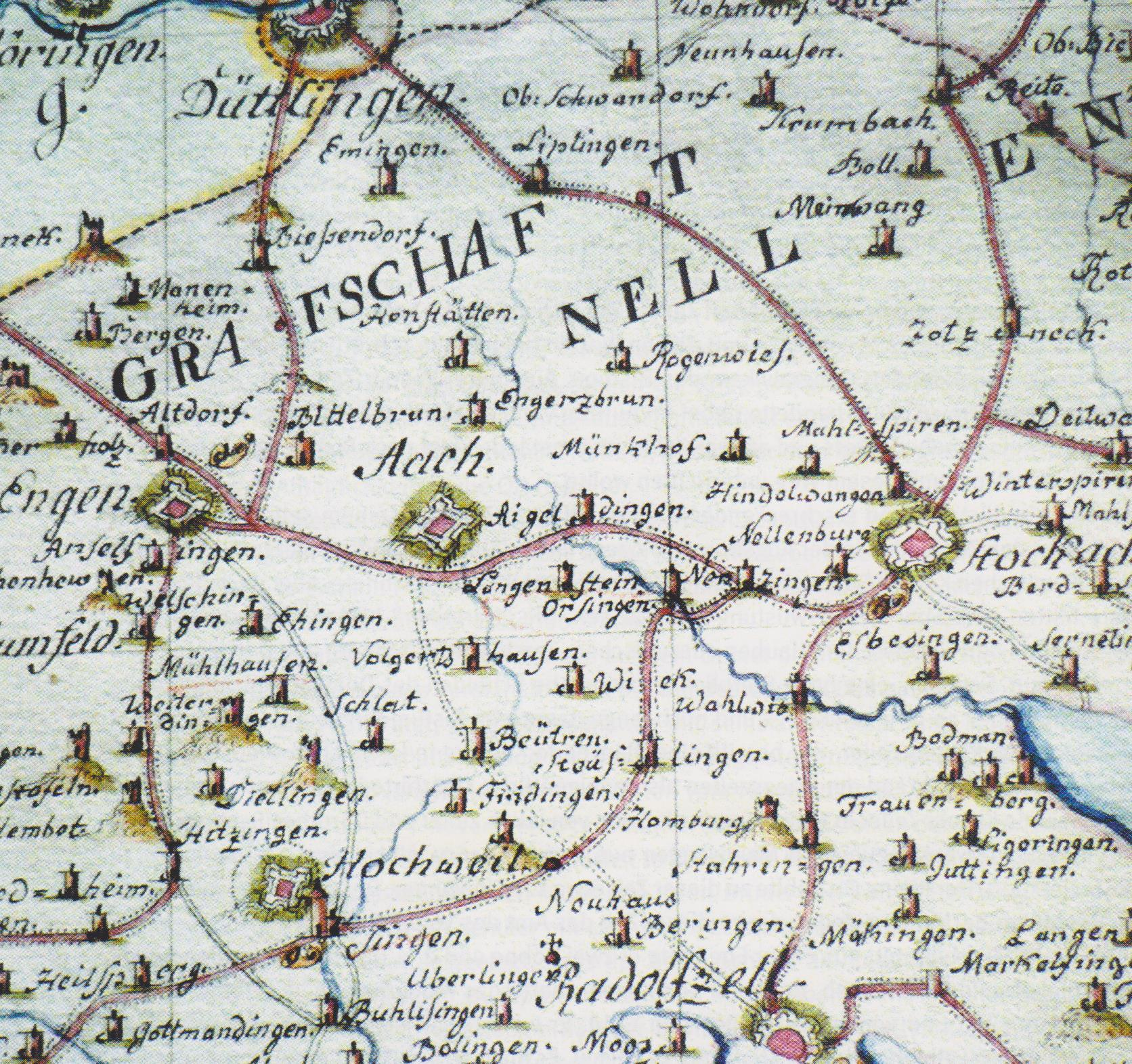
Aigeldingen auf einer Karte der Grafschaft Nellenburg aus dem 18. Jahrhundert

### Eigeltingen
Der Name Eigeltingen geht auf einen Sippenführer namens „Aigold“ zurück, der sich im 3. oder 4. Jahrhundert hier niederließ.
Eigeltingen wurde im Jahre 764 in einer Schenkungsurkunde des Klosters St. Gallen erstmals erwähnt. In den folgenden Jahrhunderten wechselten geistliche und weltliche Herrschaften häufig, bis der Ort 1806 zu Württemberg und 1810 schließlich zum Großherzogtum Baden kam. Dort gehörte der Ort, wie auch die später eingemeindeten Ortsteile, lange zum Landkreis Stockach, bevor er bei der Kreisreform 1973 zum Landkreis Konstanz kam.

### Ortsteile

#### Heudorf im Hegau
Heudorf wurde erstmals 1173 urkundlich erwähnt. 1665 kam der Ort mit der Landgrafschaft Nellenburg an Vorderösterreich. Im Zuge der Mediatisierung fiel die Gemeinde 1806 zunächst an das Königreich Württemberg, vier Jahre später mit dem Grenzvertrag zwischen Württemberg und Baden an das Großherzogtum Baden.

#### Honstetten

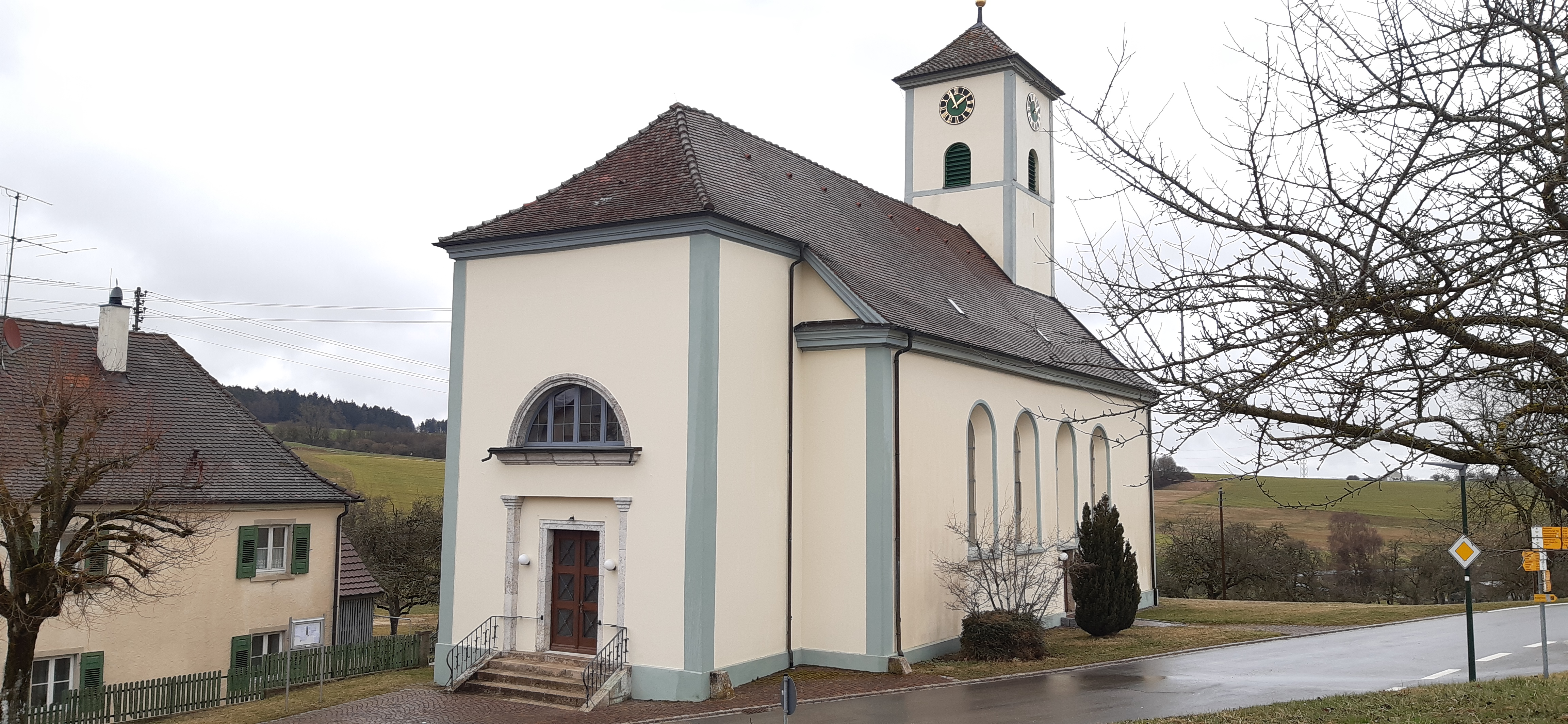
Die Kirche St. Petrus und Catharina am Ortsrand von Honstetten

Der Ortsteil Honstetten wurde möglicherweise bereits um das Jahr 700 erstmals urkundlich als „Hohunstati“ erwähnt und ist somit der älteste Teil der Gemeinde. Mit Hohunstati könnte jedoch auch der Weiler Hornstaad am Bodensee gemeint sein. Selbst Hauenstein bei Waldshut könnte dafür in Frage kommen. So nennt sich beispielsweise das in Waldshut ansässige und in der Grafschaft Hauenstein begüterte Adelsgeschlecht von Griessen (auch Griessheim) in einer Urkunde aus dem Jahre 1347 „Johans von Griesshein genannt von Honstetten“.
Der Ortsteil ist geprägt durch seine vielen Vereine, wie den Musikverein, den Rasensportverein Honstetten, die Freiwillige Feuerwehr, den Kirchenchor, die Frauengemeinschaft, die Jugendgruppe, den Narrenverein Wasserburger Talgeister und die Guggenmusik Schtäggenäschter. In der Nähe des Dorfes befinden sich die Überreste der Tudoburg, der Stammburg der ehemaligen Ortsherren. Im Ortskern ist der Speicher (Spiecher) als mittelalterlicher Wehr- und Wohnturm (Burg Honstetten) erhalten. Des Weiteren befindet sich südwestlich des Ortes in der Gemarkung von Honstetten die Burgruine Wasserburg.
Eckartsbrunn, rund zwei Kilometer von Honstetten entfernt, ist ein Weiler, der zu Honstetten gehört. Im Zuge von Ausgrabungen zu Beginn des 20. Jahrhunderts wurden hier römische Reste einer Siedlung gefunden. Die Römer suchten sich hierbei einen Fleck mit Fernsicht aus: Neben dem Bodensee, dem Bodanrück und dem Untersee hat man westlich auch einen guten Blick auf die Hegauberge. Die Kirche (Kapelle), die Kosmas und Damian geweiht ist, war bis zum Beginn des letzten Jahrhunderts eine Wallfahrtskirche und Treffpunkt für Ärzte und Apotheker.

#### Münchhöf-Homberg
Homberg wurde 1202 erstmals urkundlich erwähnt. In Homberg fanden sich römische Baureste. Eine bei Münchhöf entdeckte römische Fundmünze datiert in eine Nachlimeszeit zwischen 341 und 354 n. Chr.

#### Reute
Reute im Hegau wurde 1101 erstmals urkundlich erwähnt. Es hat 198 Einwohner. In den 1990er Jahren wurde im Rahmen einer Luftbildprospektion der Burgstall der Burg Reute im Hegau entdeckt.

#### Rorgenwies
Rorgenwies wurde 1150 erstmals urkundlich erwähnt. Bis 1862 gehörte es zu Heudorf, erst dann wurde der Ort für 115 Jahre eine selbständige Gemeinde.

### Religionen
Eigeltingen ist von jeher überwiegend römisch-katholisch geprägt. So gibt es auch heute noch im Hauptort und in Honstetten ein katholisches Pfarramt. Für evangelische Christen ist die Gemeinde in Steißlingen zuständig.

### Eingemeindungen
Im Zuge der baden-württembergischen Gebietsreform in den 1970er Jahren kamen die Gemeinden Reute im Hegau (am 1. Januar 1973), Honstetten (am 1. Juli 1974), Münchhöf (am 1. Januar 1975) sowie Heudorf im Hegau und Rorgenwies (beide am 1. Januar 1977) zur Gemeinde Eigeltingen.

### Einwohnerentwicklung
- 1961: 1105 Einwohner
- 1970: 1367 Einwohner
- 1987: 2834 Einwohner
- 1991: 2991 Einwohner
- 1995: 3235 Einwohner
- 2005: 3516 Einwohner
- 2010: 3572 Einwohner
- 2015: 3751 Einwohner
- 2020: 3861 Einwohner

#### Heudorf
| Jahr      | 1708 | 1771 | 1782 | 1815 | 1828 | 1840 | 1871 | 1880 | 1900 | 1910 | 1925 | 1939 | 1950 | 1961 |
| Einwohner | 241  | 284  | 322  | 387  | 468  | 590  | 632  | 586  | 573  | 525  | 477  | 448  | 485  | 478  |

## Politik

### Gemeinderat
Nach der Kommunalwahl am 9. Juni 2024 ergab sich die folgende Sitzverteilung. Die Wahlbeteiligung lag bei 64,4 %. Der Gemeinderat besteht aus den gewählten ehrenamtlichen Gemeinderäten und dem Bürgermeister als Vorsitzendem. Der Bürgermeister ist im Gemeinderat stimmberechtigt.
| Partei / Liste          | 2024   | 2024   | 2019   | 2019   |
| Partei / Liste          | Anteil | Sitze  | Anteil | Sitze  |
| ----------------------- | ------ | ------ | ------ | ------ |
| Unabhängige Bürgerliste | 54,4 % | 9      | --     | --     |
| Freie Wählervereinigung | 45,6 % | 7      | 57,4 % | 8      |
| CDU                     | --     | --     | 42,7 % | 6      |
| Wahlbeteiligung         | 64,4 % | 64,4 % | 62,6 % | 62,6 % |

Die eingemeindeten, früher selbstständigen Gemeinden bilden Ortschaften im Sinne der baden-württembergischen Gemeindeordnung mit jeweils eigenem Ortschaftsrat und Ortsvorsteher als dessen Vorsitzendem. Diese Ortschaften bilden gleichzeitig die Wohnbezirke, die für die unechte Teilortswahl beim Gemeinderat gelten. Die Aufteilung der Sitze auf die einzelnen Wohnbezirke stellt sich wie folgt dar:
- Wohnbezirk Eigeltingen 7 Sitze
- Wohnbezirk Heudorf im Hegau 2 Sitze
- Wohnbezirk Honstetten 2 Sitze
- Wohnbezirk Münchhöf 1 Sitz
- Wohnbezirk Reute 1 Sitz
- Wohnbezirk Rorgenwies 1 Sitz

### Bürgermeister
- 1957–1975: Johann Wissler (Bürgermeister der früheren Gemeinde Eigeltingen)
- 1975–1977: Bruno Braun (Amtsverweser)
- 1977–1993: Werner Bart
- 1993–1999: Armin Müller
- 1999–2008: Ralf Bendl
- seit 2008: Alois Fritschi (CDU)

### Wappen
| Wappen der Gemeinde Eigeltingen | Blasonierung: „Gespalten von Gold und Blau, vorne ein halber, rot-bezungter schwarzer Adler am Spalt, im roten Fang eine schräge vierendige blaue Hirschstange, die Enden nach unten gekehrt, hinten eine silberne Lilie.“ |
| Wappen der Gemeinde Eigeltingen | Wappenbegründung: Das am 6. Februar 1980 vom Landratsamt Konstanz verliehene Wappen entspricht im Wesentlichen dem von der alten Gemeinde Eigeltingen im Jahre 1897 angenommenen Wappen, das aus dem Siegel des Claus von Aigeltingen, Bürgers zu Aach (1371), abgeleitet ist. Lediglich die blaue Hirschstange kam aus dem Wappen der Landgrafschaft Neuenbürg hinzu. |

## Kultur und Sehenswürdigkeiten

### Museen
- Fasnachtsmuseum Schloss Langenstein mit Sammlungen zur schwäbisch-alemannischen Fasnacht

### Bauwerke

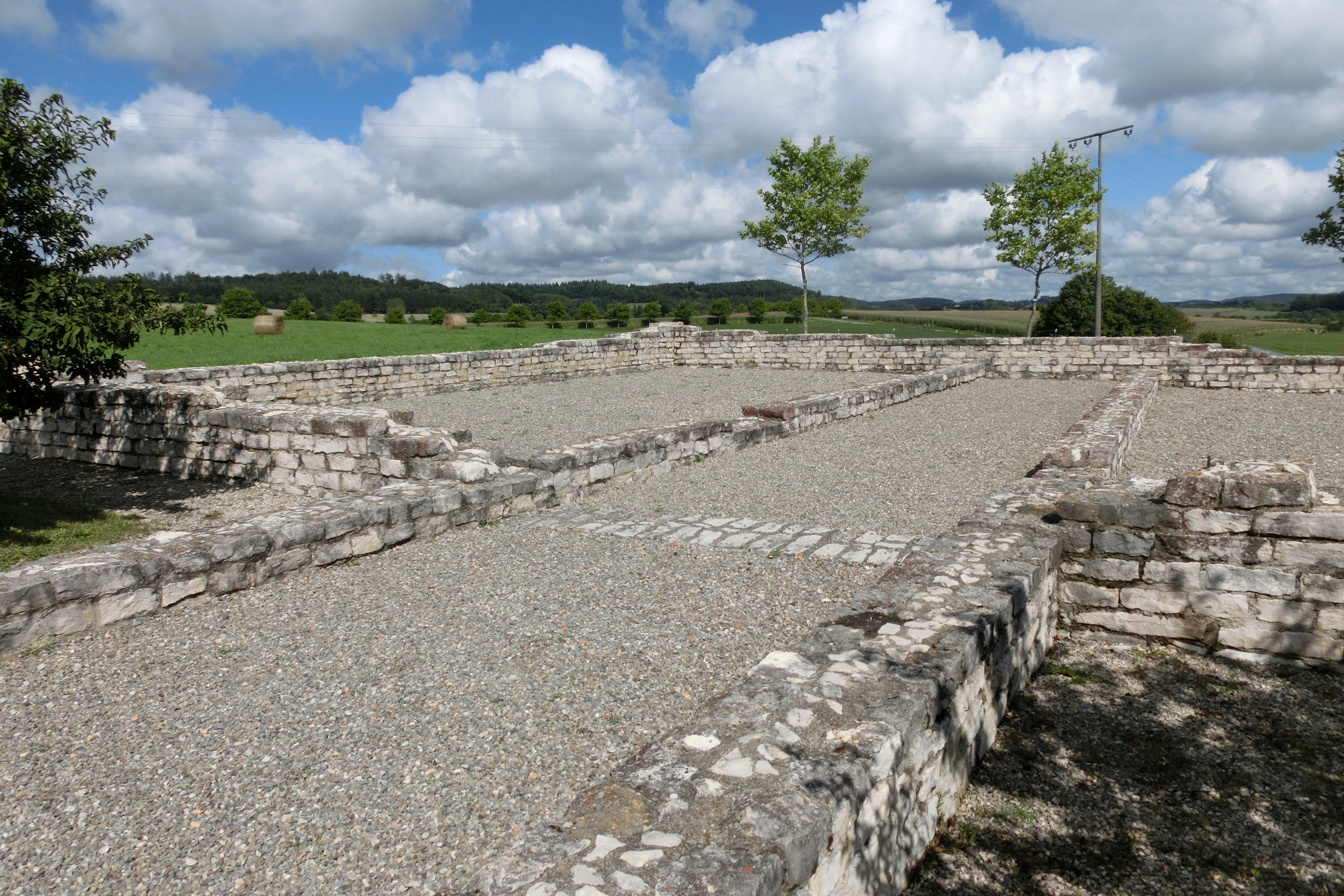
Villa rustica

- Oberhalb von Eigeltingen fand man bei Anlegung von Feldwegen in dem nordöstlich vom Orte gelegenen „Oesch – Haitenberg“ in 60 Zentimeter Tiefe einen dem Gott Silvanus gewidmeten Weihestein.[11] In den Jahren 2001 und 2002 wurde im Gewann „Hinter der Mühle“ gegen Eigeltingen hin das Fundament eines viereckigen römischen Gutshofs (villa rustica)[12] durch eine archäologische Ausgrabung erfasst. 2004 wurde der Förderverein Römischer Gutshof Eigeltingen e. V. gegründet, der sich um dessen Freilegung, Konservierung und Dokumentation bemüht.

- Im Kernort liegt das Hegi-Schloss, das Pankratz von Stoffeln 1543 erbaute.
- Im Ortsteil Münchhöf-Homberg liegt das Schloss Münchhöf, das ursprünglich zur Reichsabtei Salem gehörte. Es wurde ab 1955 von der Ex-Königin von Portugal, Auguste Viktoria von Hohenzollern, als Landhaus umgebaut.
- Das Schloss Langenstein mit einem Golfplatz liegt in unmittelbarer Nähe.

## Wirtschaft und Infrastruktur

### Verkehr
Durch Eigeltingen verlaufen als Radfernwege die D-Route 6 und die Eurovelo-Route 6 (Atlantik - Schwarzes Meer). Zwischen Radolfzell und Tuttlingen verlaufen sie über Eigeltingen und den Berg Witthoh und verbinden das Rhein-Bodensee-Gebiet mit der Donau. 
Durch die Gemeinde verläuft zudem als Landes-Radfernweg der Schwäbische-Alb-Radweg. Er führt über die ganze Schwäbische Alb vom Bodensee nach Donauwörth. Er verläuft von Ludwigshafen über Orsingen, Aach und Engen Richtung Donauversickerung bei Immendingen.

### Bildungseinrichtungen
Die Gemeinde verfügt über eine Grund- und Hauptschule mit Werkrealschule. Außerdem gibt es zwei römisch-katholische Kindergärten und einen kommunalen Kindergarten.

## Söhne und Töchter der Gemeinde
- Siegfried Kauder (* 1950), Politiker (CDU), Bruder von Volker Kauder
- Mike Gommeringer (* 1973), Schlagzeuger der Rockband Reamonn